# Syllonoma longipalpana
Syllonoma longipalpana är en fjärilsart som beskrevs av Powell 1985. Syllonoma longipalpana ingår i släktet Syllonoma och familjen vecklare. Inga underarter finns listade i Catalogue of Life.